# 川嵜拓生
川嵜 拓生（かわさき たくお、1977年6月12日 - ）は、日本の元ラグビー選手。2016年現在トップキュウシュウA九州電力キューデンヴォルテクスの監督を務めている。

## プロフィール
- 福岡県出身。
- ポジションはナンバーエイト(No8)[1]。
- 身長 185cm、体重 90kg
- 日本代表キャップは2[2]。
- 九州代表に選ばれたことがある[3]。